# Marc Bolan

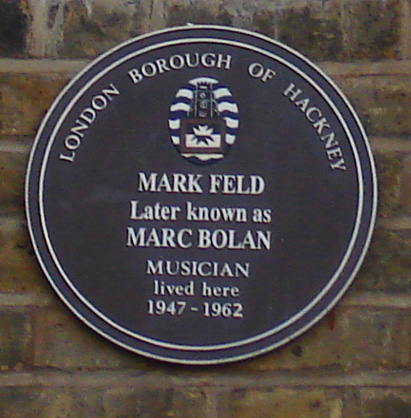
Plaquette op het geboortehuis van Marc Bolan

Marc Bolan (Hackney (Londen), 30 september 1947 – Barnes (Londen), 16 september 1977) was een Brits popmusicus, singer-songwriter en gitarist en oprichter van de glamrockgroep T. Rex. Zijn echte naam was Mark Feld.

## Levensloop

### De eerste jaren
Mark Feld groeide op in een joodse familie. Zijn vader was vrachtwagenchauffeur. Mark speelde al gitaar vanaf zijn negende. Hij maakte deel uit van het trio ‘Susie and the Hula-Hoops’. De zangeres was de twaalfjarige Helen Shapiro. Toen hij op zijn vijftiende van school was gegaan, probeerde hij zijn weg te vinden in de muziekwereld, eerst onder het pseudoniem Toby Tyler, later als Mark Bowland, ten slotte als Marc Bolan. Hij maakte verschillende opnamen, maar er werden slechts drie singles van hem uitgebracht:
- november 1965: The Wizard / Beyond The Rising Sun (Decca F 12288)
- juni 1966: The Third Degree / San Francisco Poet (Decca F 12413)
- december 1966: Hippy Gumbo / Misfit (Parlophone R 5539).

Daarnaast hield hij zich in leven met allerlei bijbaantjes, onder andere als fotomodel. Hij verbleef ook enige tijd in Parijs, waar hij naar eigen zeggen lessen nam bij een tovenaar. Zijn eerste single heet niet voor niets The Wizard. Biografen vermoeden dat hij de Amerikaanse acteur Riggs O'Hara bedoelde, met wie hij in 1965 een reis naar Parijs ondernam.

### John's Children
In 1966 koos Bolan Simon Napier-Bell als manager. In maart 1967 loodste deze Bolan als gitarist de 'pop-artband' John's Children binnen. Voor die groep schreef Bolan het nummer Desdemona, dat wegens de 'obscene' tekst bij de BBC niet gedraaid mocht worden. In juni 1967 stapte Bolan op na een conflict met Napier-Bell over de montage van een ander Bolan-nummer, Midsummer Night’s Scene.

### Tyrannosaurus Rex
In augustus 1967 richtte Bolan samen met percussionist Steve Peregrin Took de band Tyrannosaurus Rex op, de voorloper van het bekendere T. Rex. Bolan zette kort na zijn vertrek bij John's Children in juni 1967 een advertentie in het popblad Melody Maker, waarin hij maten zocht voor een nieuw op te richten popgroep. Uit de sollicitanten stelde Bolan een vijfmansformatie samen. Hij had al een afspraak gemaakt voor een eerste concert, in de Electric Garden Club op 22 juli 1967. Omdat de groep nauwelijks had geoefend, werd het een groot fiasco. Bolan besloot de bezetting te beperken tot een duo met een van de sollicitanten, Steve Took. De eerst uitgebrachte single werd Debora in 1968.
Bolans duistere teksten, in combinatie met de minimalistische bezetting van zang, akoestische gitaar en slaginstrumenten, maakten de groep al gauw populair bij de liefhebbers van underground-muziek. Een van de grote fans was de diskjockey John Peel. Voor het eerst in zijn carrière scoorde Bolan (nog bescheiden) hits. Ook zijn dichtbundel The Warlock of Love (1969) werd een succes. De relatie met Steve Peregrin Took verslechterde echter. In 1969 gingen de twee na een weinig succesvolle tournee door de VS uit elkaar. Bolan verving Took door Mickey Finn.

### T. Rex
In 1970 werd de naam van de groep ingekort tot T. Rex. Er kwamen ook meer muzikanten bij de groep, te beginnen met de basgitarist Steve Currie in december 1970. Voor een optreden in Top of the Pops plakte een grimeuse glinsterende sterretjes op Bolans gezicht. Daarna liet hij zich regelmatig zo bewerken voorafgaand aan een optreden. Hij wordt daarom vaak beschouwd als uitvinder van de glamrock. De jaren 1971-1974 waren de gloriejaren voor de groep. In deze tijd vielen de grote hits, te beginnen met Ride a White Swan, dat in januari 1971 de tweede plaats in de UK Singles Chart haalde. Vier singles en één lp bereikten de top in de Britse hitparade. De groep kreeg zelfs een eigen platenlabel, T.Rex Wax Co. Daarna volgde een inzinking, zowel voor de groep als voor Bolan persoonlijk. Hij ontwikkelde een drankprobleem en vestigde zich vanwege de Engelse belastingen buiten Engeland. Enkele leden van de groep stapten op, zelfs Mickey Finn vertrok.
In 1976 krabbelden Bolan, die in 1975 was teruggekeerd naar Engeland en zijn groep weer overeind. De platen gingen weer beter verkopen.
Bolan was gefascineerd door auto's. Veel van zijn liedjes gaan over auto's en autorijden: Mustang Ford, Hot Rod Mama, Jeepster, Get It On, Cadillac, Buick Mackane, Ride My Wheels. Zelf heeft hij echter nooit autorijden geleerd.
Op 30 januari 1970 trouwde Bolan met June Child, de ex-secretaresse van Syd Barrett van Pink Floyd. Het huwelijk liep in 1974 op de klippen, toen Bolan een relatie kreeg met de Amerikaanse soulzangeres Gloria Jones, die toen als achtergrondzangeres en toetseniste deel uitmaakte van T. Rex. Op 26 september 1975 werd hun zoon Rolan Bolan (volgens de Burgerlijke Stand Rolan Seymour Feld) geboren. Rolan is nu zelf een singer-songwriter.

### Marc Bolan Show
In 1977 presenteerde Bolan de zesdelige serie genaamd Marc , waarin hij een mix van nieuwe en gevestigde bands zoals de Boomtown Rats en Roger Taylor presenteerde en zijn eigen nummers ten gehore bracht. Het programma werd uitgezonden in het ITV half uur na schooltijd voor kinderen en tieners en was een groot succes.
Bolans vriend David Bowie was de laatste gast in de laatste aflevering van Marc. Bowie's solonummer “Heroes” was het voorlaatste nummer van het programma; Bolan nam afscheid en noemde een aantal van de muzikanten: “All the cats; you know who they are”; daarna begonnen ze een bluesy nummer te spelen tijdens de aftiteling. Na vier woorden van Bowie's zang struikelde Bolan echter naar voren en van het podium af, maar wist de microfoon te pakken. Bowie's amusement was duidelijk te zien en de band stopte na een paar seconden met spelen. Omdat er geen tijd was om opnieuw op te nemen, werd het incident uitgezonden. Een tweede seizoen stond in de planning, maar Bolan overleed voor deze kon worden opgenomen.

### Bolans dood
Bolan kwam in 1977 om bij een auto-ongeluk in een buitenwijk van Londen. Hij was passagier in de Mini Clubman die door zijn vriendin werd bestuurd. Jones verloor de macht over het stuur en botste eerst tegen een hekwerk en daarna tegen een boom. Bolan was op slag dood; Jones overleefde het ongeval. Pas op de dag van Bolans crematie werd ze in het ziekenhuis ingelicht over zijn dood.
Bolan werd op 20 september 1977 gecremeerd in het Golders Green Crematorium in Noord-Londen. Veel vrienden, onder wie David Bowie en Rod Stewart, woonden de crematie bij. Fans hadden een grote witte zwaan gemaakt van chrysanten, naar de single Ride a White Swan, waarmee T.Rex in het voorjaar van 1971 was doorgebroken.
Omdat  Bolan nooit officieel gescheiden was van June Child, erfde Gloria Jones slechts een gering deel van zijn vermogen. Toen ze hersteld was, vertrok ze met Rolan naar de Verenigde Staten.

### Bolan’s Rock Shrine

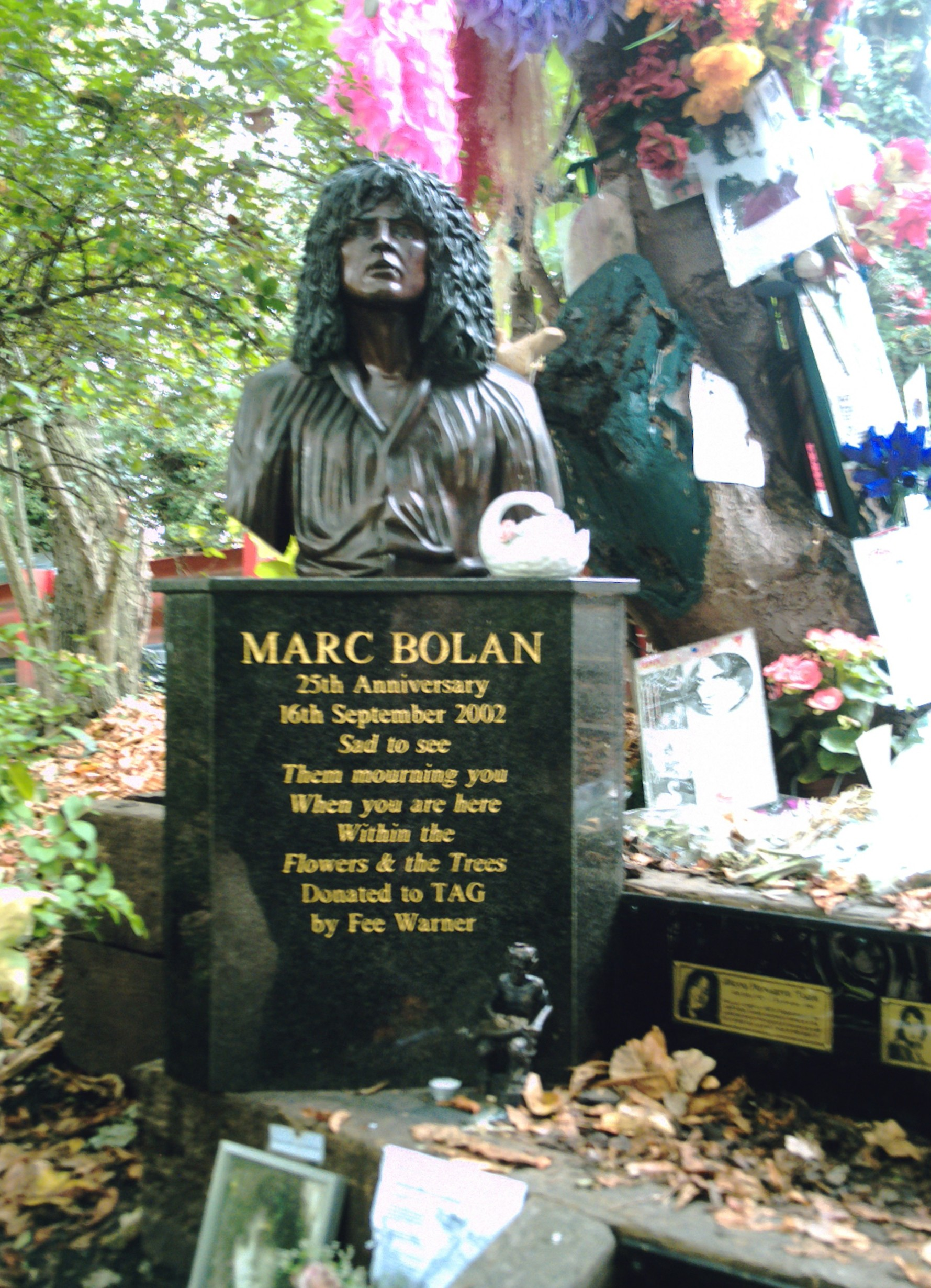
Gedenksteen voor Bolan op de plaats van het ongeval

Rondom de esdoorn langs Queen’s Ride, waar de Mini tegenaan botste, hebben fans een gedenkplaats ingericht. In 1997 kreeg ‘Bolan’s Rock Shrine’ een officiële status, toen daar een gedenksteen voor Bolan werd neergezet. In 2002 onthulde Rolan Bolan een bronzen borstbeeld van zijn vader, dat naast de esdoorn was geplaatst. In 2005 werden hier ook gedenkplaten aangebracht voor vijf mensen die een rol hadden gespeeld in Marc Bolans leven, maar inmiddels waren overleden. Dat waren zijn ex-vrouw June Child (die op 31 augustus 1994 tijdens een vakantie in Turkije overleed aan een hartaanval) en vier ex-leden van T(yrannosaurus) Rex: Steve Peregrin Took, Mickey Finn, Steve Currie en Dino Dines.

## Postuum album
In november 1999 zou van bijeengemixte oude opnamen van Marc Bolan een CD worden gefabriceerd, getiteld Acoustic Warrior - The Lost Recordings. Dit bevatte tot akoestische nummers gemaakte  bewerkingen van 16 T.Rex-nummers: 20th Century Boy (single 1973), Get it on (single 1971), Metal Guru (single 1972), Spaceball Ricochet (track van de lp The Slider uit 1972), Telegram Sam (single 1972), Jeepster (single 1971), Mystic Lady (track van de lp The Slider uit 1972), The Slider (titelsong van het gelijknamige album uit 1972), Seagull Woman (track van de lp T.Rex uit 1970), Debora (de eerste single, nog onder de naam Tyrannosaurus Rex, uit 1968), Main Man (track van lp The Slider uit 1972), Cosmic Dancer (track van de lp Electric Warrior 1971), Ballrooms of Mars (track van de lp The Slider uit 1972), Laser of Love (single uit 1976), Girl (track van de lp Electric Warrior 1971) en Down Home Lady (track van het album Messing With The Mystic - Unissued Songs 1972-1977).